# Lindiwe Sisulu

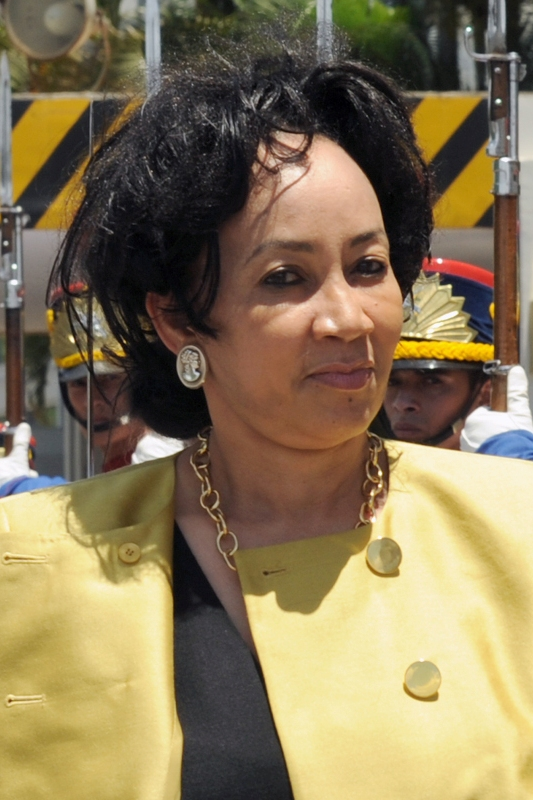
Lindiwe Sisulu

Lindiwe Nonceba Sisulu (* 10. Mai 1954 in Johannesburg) ist eine südafrikanische Politikerin des African National Congress (ANC). 2018 bis 2019 war sie Außenministerin des Landes. Seither ist sie Minister of Human Settlements, Water and Sanitation (etwa: „Ministerin für Wohnungsbau, Wasserversorgung und Gesundheitspflege“).
Lindiwe Sisulu ist die Tochter von Albertina Thetiwa und Walter Sisulu. Von 1975 bis 1976 war Sisulu wegen Anti-Apartheid-Aktivitäten inhaftiert. Im Exil (1977 bis 1979) wurde sie Mitglied von Umkhonto we Sizwe, des militärischen Arms des ANC. Sie studierte Geschichte an der University of York und promovierte dort 1989. Seit 1994 hat sie einen Sitz in der südafrikanischen Nationalversammlung. 
Im September 1995 traten Parlamentsmitglieder zum Ständigen Ausschuss für Nachrichtendienste zusammen. Den Vorsitz übernahm Lindiwe Sisulu-Gama, da sie bereits im ANC-Nachrichtendienst eine wichtige Funktion bekleidet hatte. Im Verlauf der Amtsübernahme kommentierte sie diesen Prozess, wonach die Bildung dieses Ausschusses ein mutiger Schritt hin zur parlamentarischen Kontrolle der südafrikanischen Geheimdienste sei. Gleichzeitig forderte sie die südafrikanische Gesellschaft auf, Personen für die Besetzung des künftigen Inspector general (Generalinspekteur der Nachrichtendienste) vorzuschlagen.
Sie war von 2004 bis 2009 Ministerin für Wohnungsbau und von 2009 bis 2012 Verteidigungsministerin Südafrikas. Von 2012 bis 2014 war sie im Kabinett für Öffentliche Verwaltung zuständig. Ab Mai 2014 war Sisulu wieder Ministerin für Wohnungsbau.
Im Juli 2017 kündigte sie an, für die Wahl zum Vorsitzenden (President) des ANC im Dezember 2017 als Nachfolger von Jacob Zuma zu kandidieren. Sie gehörte aber nicht zu den beiden zugelassenen Kandidaten und verlor auch die Abstimmung über das Amt des Deputy President mit etwa 46 zu 54 Prozent gegen David Mabuza. 2018 berief sie Cyril Ramaphosa als Außenministerin in sein neues Kabinett. Im Kabinett Ramaphosa II ist sie Minister of Human Settlements, Water and Sanitation.